# Ривертон (Вайоминг)
Ри́вертон (англ. Riverton, Wyoming) — город, расположенный в округе Фримонт (штат Вайоминг, США) с населением в 9310 человек по статистическим данным переписи 2000 года. Крупнейший населённый пункт в округе Фримонт.

## Демография
| Год переписи | Нас. |  | %±     |
| ------------ | ---- |  | ------ |
| 1910         | 483  |  | —      |
| 1920         | 2023 |  | 318,8% |
| 1930         | 1608 |  | −20,5% |
| 1940         | 2540 |  | 58%    |
| 1950         | 4142 |  | 63,1%  |
| 1960         | 6845 |  | 65,3%  |
| 1970         | 7995 |  | 16,8%  |
| 1980         | 9562 |  | 19,6%  |
| 1990         | 9202 |  | −3,8%  |
| 2000         | 9310 |  | 1,2%   |
| 1910–2000    |      |  |        |

По данным переписи населения 2000 года, в Ривертоне проживало 9310 человек, 2407 семей, насчитывалось 3816 домашних хозяйств и 4254 жилых дома. Средняя плотность населения составляла около 368 человек на один квадратный километр. Расовый состав Ривертона по данным переписи распределился следующим образом: 86,81 % белых, 0,17 % — чёрных или афроамериканцев, 8,08 % — коренных американцев, 0,47 % — азиатов, 0,03 % — выходцев с тихоокеанских островов, 2,58 % — представителей смешанных рас, 1,86 % — других народностей. Испаноговорящие составили 7,09 % от всех жителей города.
Из 3816 домашних хозяйств в 29,7 % — воспитывали детей в возрасте до 18 лет, 48,2 % представляли собой совместно проживающие супружеские пары, в 10,4 % семей женщины проживали без мужей, 36,9 % не имели семей. 31,6 % от общего числа семей на момент переписи жили самостоятельно, при этом 14,3 % составили одинокие пожилые люди в возрасте 65 лет и старше. Средний размер домашнего хозяйства составил 2,33 человека, а средний размер семьи — 2,93 человека.
Население города по возрастному диапазону по данным переписи 2000 года распределилось следующим образом: 24,2 % — жители младше 18 лет, 10,4 % — между 18 и 24 годами, 26,0 % — от 25 до 44 лет, 23,0 % — от 45 до 64 лет и 16,4 % — в возрасте 65 лет и старше. Средний возраст жителей составил 38 лет. На каждые 100 женщин в Ривертоне приходилось 94,0 мужчины, при этом на каждые сто женщин 18 лет и старше приходилось 92,6 мужчины также старше 18 лет.
Средний доход на одно домашнее хозяйство в городе составил 31 531 доллар США, а средний доход на одну семью — 37 079 долларов. При этом мужчины имели средний доход в 31 685 долларов США в год против 19 157 долларов среднегодового дохода у женщин. Доход на душу населения в городе составил 16 720 долларов в год. 11,0 % от всего числа семей в округе и 15,7 % от всей численности населения находилось на момент переписи населения за чертой бедности, при этом 21,3 % из них были моложе 18 лет и 11,5 % — в возрасте 65 лет и старше.

## География
По данным Бюро переписи населения США, город Ривертон имеет общую площадь в 25,38 квадратного километра, водных ресурсов в черте населённого пункта не имеется.
Город Ривертон расположен на высоте 1509 метров над уровнем моря. Климат пустынный, полузасушливый (префикс «BSk» по Классификации климатов Кёппена).
| Показатель                    | Янв.  | Фев.  | Март | Апр. | Май  | Июнь | Июль | Авг. | Сен. | Окт. | Нояб. | Дек.  | Год   |
| ----------------------------- | ----- | ----- | ---- | ---- | ---- | ---- | ---- | ---- | ---- | ---- | ----- | ----- | ----- |
| Средний суточный максимум, °C | −1,1  | 3,3   | 10   | 15,6 | 21,1 | 27,2 | 31,7 | 31,1 | 24,4 | 16,7 | 6,1   | −0,6  | 15,6  |
| Средняя температура, °C       | −9,4  | −5,6  | 1,7  | 6,7  | 12,2 | 17,8 | 21,1 | 20   | 13,9 | 7,2  | −2,2  | −8,9  | 6,1   |
| Средний суточный минимум, °C  | −17,8 | −13,9 | −6,7 | −2,2 | 3,3  | 7,8  | 11,1 | 9,4  | 3,9  | −2,2 | −10,6 | −17,2 | −2,8  |
| Норма осадков, мм             | 7,1   | 6,3   | 12,2 | 25,7 | 45,2 | 29   | 18,5 | 12,4 | 22,4 | 20,6 | 11,9  | 9,1   | 220,5 |